# 蘭開斯特公園 (印地安納州)
蘭開斯特公園（英語：Lancaster Park）是位於美國印地安納州門羅縣的一個非建制地區。該地的面積和人口皆未知。